# Chelonus stenogaster
Chelonus stenogaster är en stekelart som först beskrevs av Vladimir Ivanovich Tobias 1995.  Chelonus stenogaster ingår i släktet Chelonus och familjen bracksteklar. Inga underarter finns listade i Catalogue of Life.